# Оттава (округ, Канзас)
Шаблон:StateAbbr_ 39°08′00″ пн. ш. 97°40′00″ зх. д. / 39.1333° пн. ш. 97.6667° зх. д.
Округ Оттава (англ. Ottawa County) — округ (графство) у штаті Канзас, США. Ідентифікатор округу 20143.

## Історія
Округ утворений 1860 року.

## Демографія
За даними перепису 
2000 року 
загальне населення округу становило 6163 осіб, усе сільське.
Серед мешканців округу чоловіків було 3080, а жінок — 3083. В окрузі було 2430 домогосподарств, 1717 родин, які мешкали в 2755 будинках.
Середній розмір родини становив 2,96.
Віковий розподіл населення поданий у таблиці:
| Стать    | До 15 років | 15-21 | 22-29 | 30-39 | 40-49 | 50-65 | 65-85 | Понад 85 |
| -------- | ----------- | ----- | ----- | ----- | ----- | ----- | ----- | -------- |
| Чоловіки | 666         | 297   | 220   | 421   | 495   | 511   | 397   | 73       |
| Жінки    | 576         | 271   | 219   | 405   | 485   | 511   | 471   | 145      |

## Суміжні округи
- Клауд — північ
- Клей — північний схід
- Дікінсон — південний схід
- Салін — південь
- Лінкольн — захід
- Мітчелл — північний захід

## Виноски
1. ↑  U.S. Decennial Census. United States Census Bureau. Процитовано 27 липня 2014.
2. ↑  Historical Census Browser. University of Virginia Library. Архів оригіналу за 30 травня 2019. Процитовано 27 липня 2014.
3. ↑  Population of Counties by Decennial Census: 1900 to 1990. United States Census Bureau. Процитовано 27 липня 2014.
4. ↑  Census 2000 PHC-T-4. Ranking Tables for Counties: 1990 and 2000 (PDF). United States Census Bureau. Процитовано 27 липня 2014.
5. ↑  State & County QuickFacts. United States Census Bureau. Архів оригіналу за 13 липня 2011. Процитовано 27 липня 2014.(англ.) Наведено за англійською вікіпедією.
6. ↑  American FactFinder. Бюро перепису населення США. Архів оригіналу за 26 лютого 2012. Процитовано 31 січня 2008.

| США | Це незавершена стаття з географії США. Ви можете допомогти проєкту, виправивши або дописавши її. |